# Juan Antonio Gómez Trénor
Juan Antonio Gómez Trénor fou un aristòcrata valencià, fill de Juan Antonio Gómez Fos i María de las Mercedes Trenor y Palavicino. Es va casar amb la seva cosina Elvira Trénor y Moroder, segona comtessa de Trénor.
Fou nomenat alcalde de València i procurador a Corts Franquistes entre maig de 1943 i setembre de 1947 en substitució del baró de Cárcer. La seva gestió es caracteritzà per la fam, l'estraperlo (mercat negre) i el continuisme en l'obra del seu antecessor, tot i que el 1944 intentà un pla d'ordenació territorial. El 1947 va dimitir per motius de salut com a alcalde. No obstant això va mantenir el càrrec de Cap del Sindicat de Cereals dins l'Organització Sindical franquista i com a tal es mantingué com a procurador en Corts fins al 1958.